# Hanafusa Minoru
Hanafusa Minoru (sinh ngày 30 tháng 7 năm 1996) là một cầu thủ bóng đá người Nhật Bản.

## Sự nghiệp câu lạc bộ
Hanafusa Minoru hiện đang chơi cho FC Ryukyu.